# Giovanni Diodati

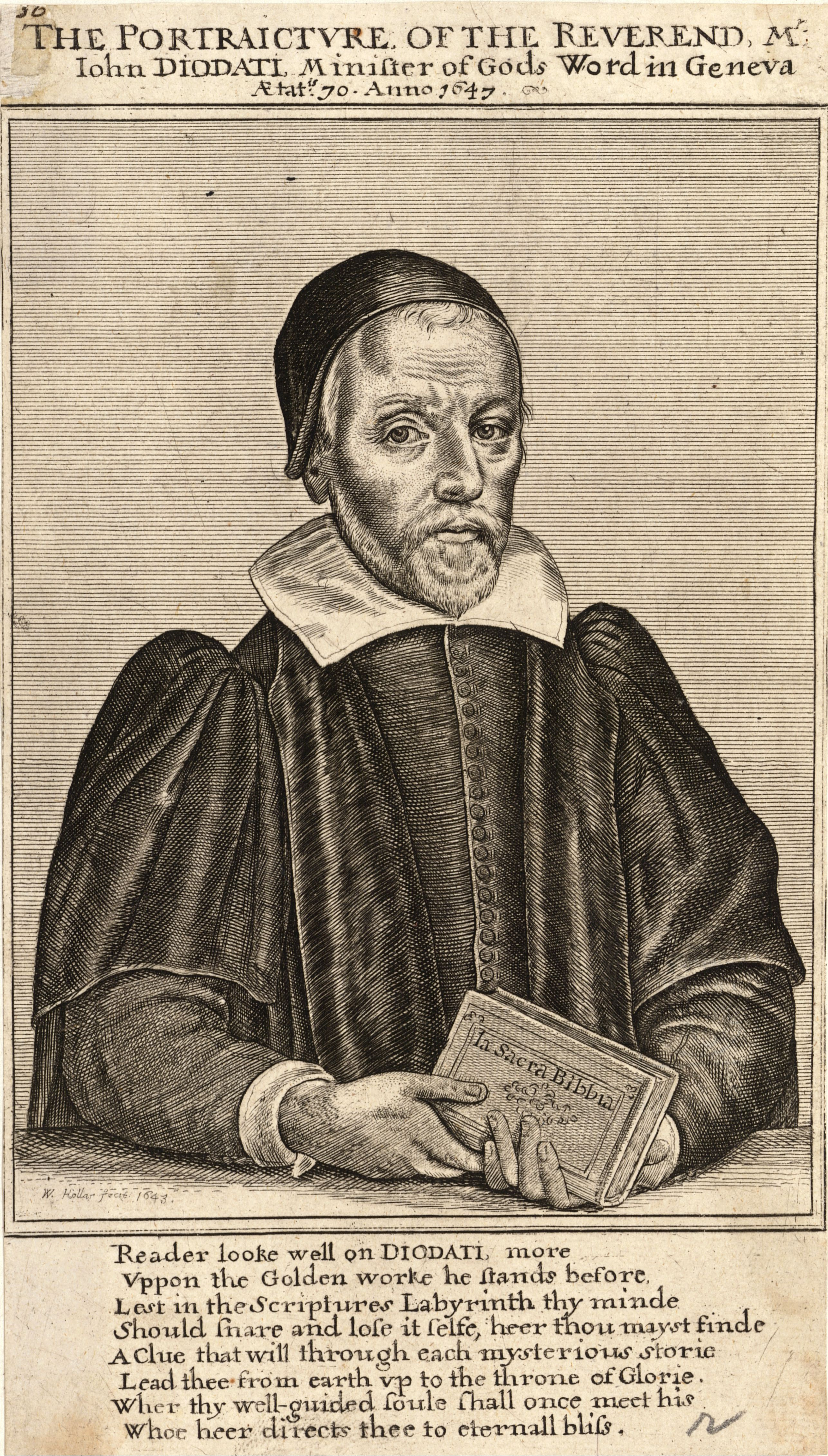
Giovanni Diodati, kopparstick från 1647 av Wenzel Hollar.

Giovanni Diodati, född den 6 juni 1576 i Genève, död där den 3 oktober 1649, var en schweizisk teolog.
Diodati blev 1608 pastor och 1609 teologie professor i födelsestaden. Han är bekant genom sitt misslyckade försök att införa den reformerta läran i Venedig och genom sin italienska översättning av Bibeln (1607).